# Ludwig Crüwell
Ludwig Crüwell (Dortmund, 20 de março de 1892 — Essen, 25 de setembro de 1958) foi um general alemão, comandante do Afrika Korps.

## Vida
Ludwig Crüwell, filho de um publicitário, entrou para o Exército como um oficial cadete em 1911, servindo na cavalaria. Crüwell encerrou a Primeira Guerra Mundial 1914-18 com a patente de Leutnant na cavalaria. Durante o período de entre-guerras, ele serviu em várias unidades de cavalaria e também um oficial de staff. Promovido à Oberst em 1 de Março de 1936, ele foi colocado no comando do Pz.Rgt. 6 em Fevereiro de 1938.
Com o início da Segunda Guerra Mundial, ele também era oficial de staff. Ele pulou as patentes iniciais, se tornando Generalmajor em 1 de Dezembro de 1939, Generalleutnant em 1 de Setembro de1941 e General der Panzertruppe em 17 de Dezembro de 1941.
Durante este período, comandou a 5ª Divisão Panzer (6 de Junho de 1940) após a 11ª Divisão Panzer (1 de Agosto de 1940). Ele após assumiu o comando da Afrika korps (1 de Setembro de 1941).
Crüwell foi capturado pelos britânicos em 29 de maio de 1942 depois que seu avião foi forçado a aterrissar, sendo libertado em 1947. No pós-guerra ele foi selecionado pelos aliados para comandar a Bundeswehr na Alemanha Ocidental. Faleceu em Essen em 25 de setembro de 1958.

## Condecorações
- Cruz de ferro de 2ª e 1ª classe
- Cruz de Honra
- Distintivo Panzer
- Cruz de cavaleiro da cruz de ferro com carvalho
  - Cruz de cavaleiro (14 de maio de 1941)
  - Folhas de carvalho (1 de setembro de 1941 nº 34)